# Алексичи (Босния и Герцеговина)
Алексичи — населённый пункт в общине Лакташи, который принадлежит энтитету Республике Сербской, Босния и Герцеговина. По результатам югославской переписи населения 1991 года в Алексичи проживало 204 человека.

## Население
| 1961                           | 1971 | 1981 | 1991 |
| ------------------------------ | ---- | ---- | ---- |
| 266                            | 259  | 222  | 204  |
| Гистограмма динамики населения |      |      |      |